# Carlos Meléndez Chaverri
Carlos Meléndez Chaverri (Heredia, 23 de junio de 1926 - 12 de junio del 2000) fue un historiador costarricense.

## Biografía
Era hijo de Saturnino Meléndez Lizano y Orfilia Chaverri Chacón. Se casó con María Lourdes Dobles Umaña, con quien tuvo cinco hijos, Silvia María, Lucía, Diego, Alberto y Pablo Meléndez Dobles.
Inició sus estudios primarios en la Escuela República Argentina, los que continúo en la Escuela Central de Puntarenas. Por razones de trabajo de su padre don Saturnino, la familia Meléndez se traslada a Limón, donde termina su educación primaria en la Escuela Tomás Guardia. Tras vivir un año en esta provincia, la familia regresa a Heredia donde ingresa en la Escuela Normal de Costa Rica, siendo alumno de renombrados profesores como Fernando Vargas Fernández, Uladislao Gámez Solano «don Lalo» y Marco Tulio Salazar. El 13 de diciembre de 1946, Carlos Meléndez concluye los estudios de secundaria, habiendo aprobado los exámenes de Bachillerato. Obtuvo la licenciatura en Letras y Filosofía con especialidad en Historia y Geografía en 1952, en la Universidad de Costa Rica.
Su primer trabajo fue en la Escuela Normal (luego Liceo de Heredia) entre los años 1948 a 1953. Fue director y fundador del Liceo Nocturno Lic. Alfredo González F. de Heredia, cargo que desempeñó entre 1953 y 1960. En esos mismos años fue Jefe de la Sección de Antropología e Historia del Museo Nacional de Costa Rica. Se integró como profesor en la Universidad de Costa Rica a partir de 1958 y en 1960 pasó a ser profesor a tiempo completo. Fue Director del Departamento de Historia y Geografía (hoy Escuela de la Facultad de Ciencias Sociales) de la Universidad de Costa Rica entre 1960 y 1969. Su mayor título fue el de catedrático. Laboró allí hasta 1986 en que se pensionó. Fue Embajador de Costa Rica en España de 1985 a 1986.
Falleció el 12 de junio del 2000 las 10:45, en su casa de habitación, en Heredia, como consecuencia de una complicación post-operatoria en el cerebro, de la cual no logró recuperarse. Su cuerpo fue velado en la Casa de la Cultura de Heredia y sus funerales se efectuaron al día siguiente en la Iglesia Inmaculada Concepción (La Parroquia) en Heredia, sus restos yacen en la tumba familiar en el cementerio de Heredia, se le realizó un homenaje póstumo por parte de la Universidad de Costa Rica.

## Estudios en el exterior
En 1965 realizó investigaciones históricas en la ciudad de Guatemala, con un subsidio de la OEA y en 1973 residió en España como becado, para realizar investigaciones en el Archivo General de Indias, en Sevilla, el Archivo Histórico Nacional y en la Real Academia de la Historia en Madrid.

## Reconocimientos
Recibió tres veces el Premio Nacional Aquileo J. Echeverría en la Rama de Historia y el Premio Lic. Cleto González Víquez que confiere la Academia de Geografía e Historia de Costa Rica.
La Universidad de Costa Rica le otorgó el título de doctor honoris causa como reconocimiento a su labor, trayectoria y aporte a la cultura de Costa Rica y del resto de Centroamérica. La distinción se entregó por acuerdo del Consejo Universitario de la sesión 4058, artículo 11, del 14 de septiembre de 1994.
Anteriormente, en 1979, la Universidad Tulane, Nueva Orleans, lo distinguió con un doctorado honoris causa y lo mismo hizo la Universidad de Nicaragua en 1993.
En 1999 recibió el Premio Americanista Rafael Heliodoro Valle, del Gobierno de Honduras.
En 1993 fue designado como Premio Magón, máximo galardón que otorga el Gobierno de Costa Rica a un ciudadano.
En junio del 2010 el Centro de Investigaciones Históricas de América Central inauguró la Biblioteca Digital Carlos Meléndez https://web.archive.org/web/20100629125932/http://historia.ucr.ac.cr/cmelendez/ como una forma de honrar el ideario de don Carlos Meléndez en el desarrollo de equipos de trabajo.  La biblioteca rescata diversas colecciones, una de ellas se dedica a rescatar la obra inédita de este insigne historiador.
El 3 de marzo del 2024 fue declarado Benemérito de la Patria en el área de las Ciencias, las Artes y las Letras Patrias por su servicio y aporte invaluable a la cultura y el rescate de la memoria histórica de Costa Rica.